# Ziro (India)
Ziro is een census town in het district Lower Subansiri van de Indiase staat Arunachal Pradesh. 

## Demografie
Volgens de Indiase volkstelling van 2001 wonen er 12289 mensen in Ziro, waarvan 52% mannelijk en 48% vrouwelijk is. De plaats heeft een alfabetiseringsgraad van 66%. 